# VA-113
La VA-113 es una carrera autonómica de la Junta de Castilla y León que transcurre desde la localidad de Valladolid hasta la de Cabezón de Pisuerga.
Empieza en un cruce con la carretera VA-20, pasa por debajo de la VA-30,
donde tiene un enlace de diamante con glorieta bajo la autovía, y toma trazado hacia el Este. Circunvala Santovenia de Pisuerga por el este y sigue hacia el este, tras cruzar por encima las vías del tren (Línea de alta velocidad Valladolid-Burgos-Vitoria y ferrocarril Madrid-Irún), en paralelo a estas.

## Lugares de paso
- Valladolid
- Cementerio del Carmen
- Santovenia de Pisuerga
- Canal del Duero
- Río Pisuerga
- Cabezón de Pisuerga
- Canal de Castilla